# Poppy Meadow
Poppy Meadow es un personaje ficticio de la serie de televisión EastEnders interpretado por la actriz Rachel Bright del 11 de enero del 2011 hasta el 14 de noviembre del mismo año. Rachel regresó a la serie en junio del 2012 y su última aparición fue el 30 de enero del 2014.

## Biografía
Poppy es muy buena amiga de Jodie Gold.
Poppy decidió irse de Walford en enero del 2014 después de descubrir que su novio Arthus "Fatboy" Chubb la había engañado con Denise Fox.